# نيسان سيرينا
نيسان سيرينا (بالإنجليزية: Nissan Serena) هي سيارة من تصنيع شركة نيسان موتورز.

## معرض صور

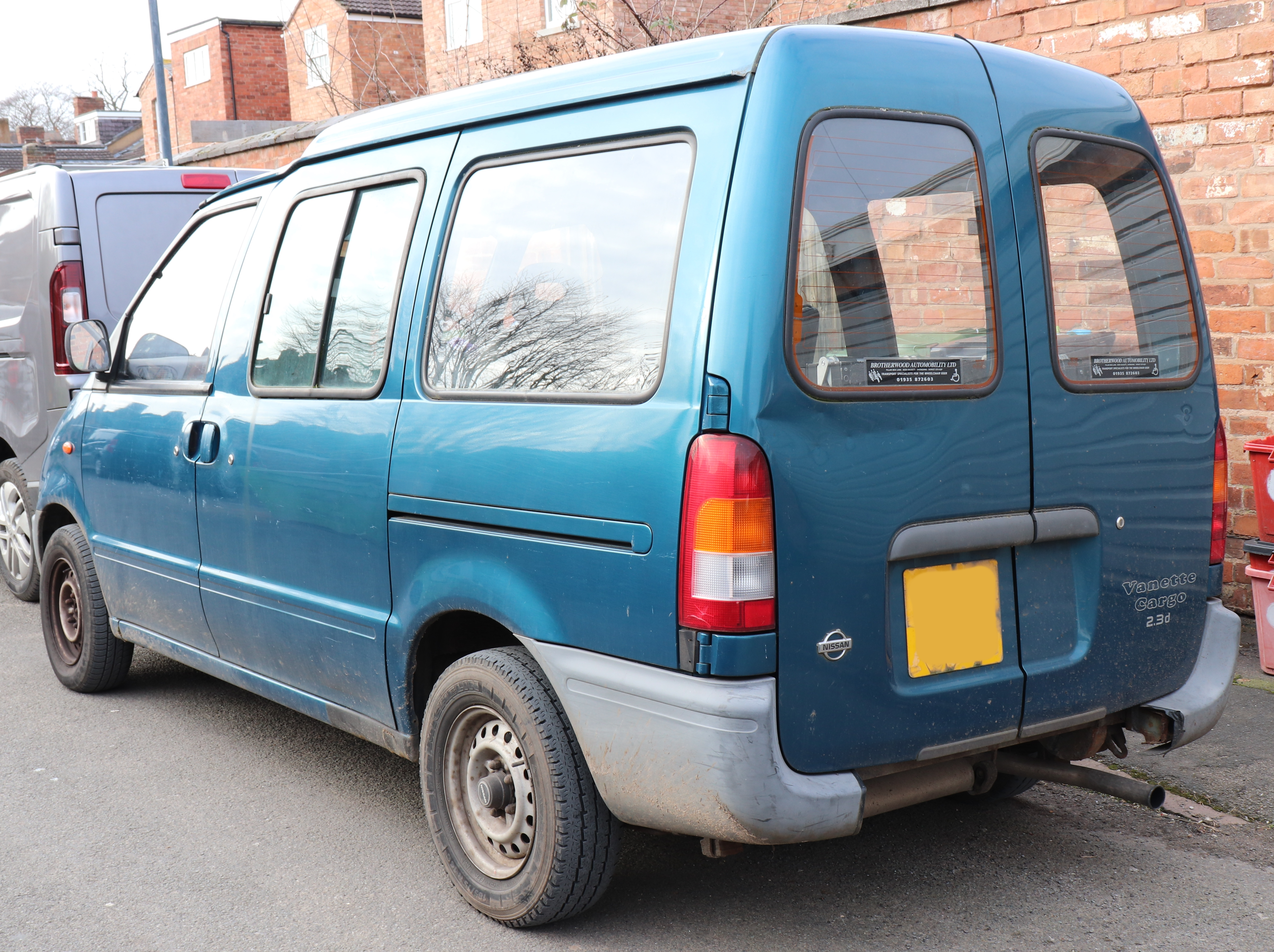
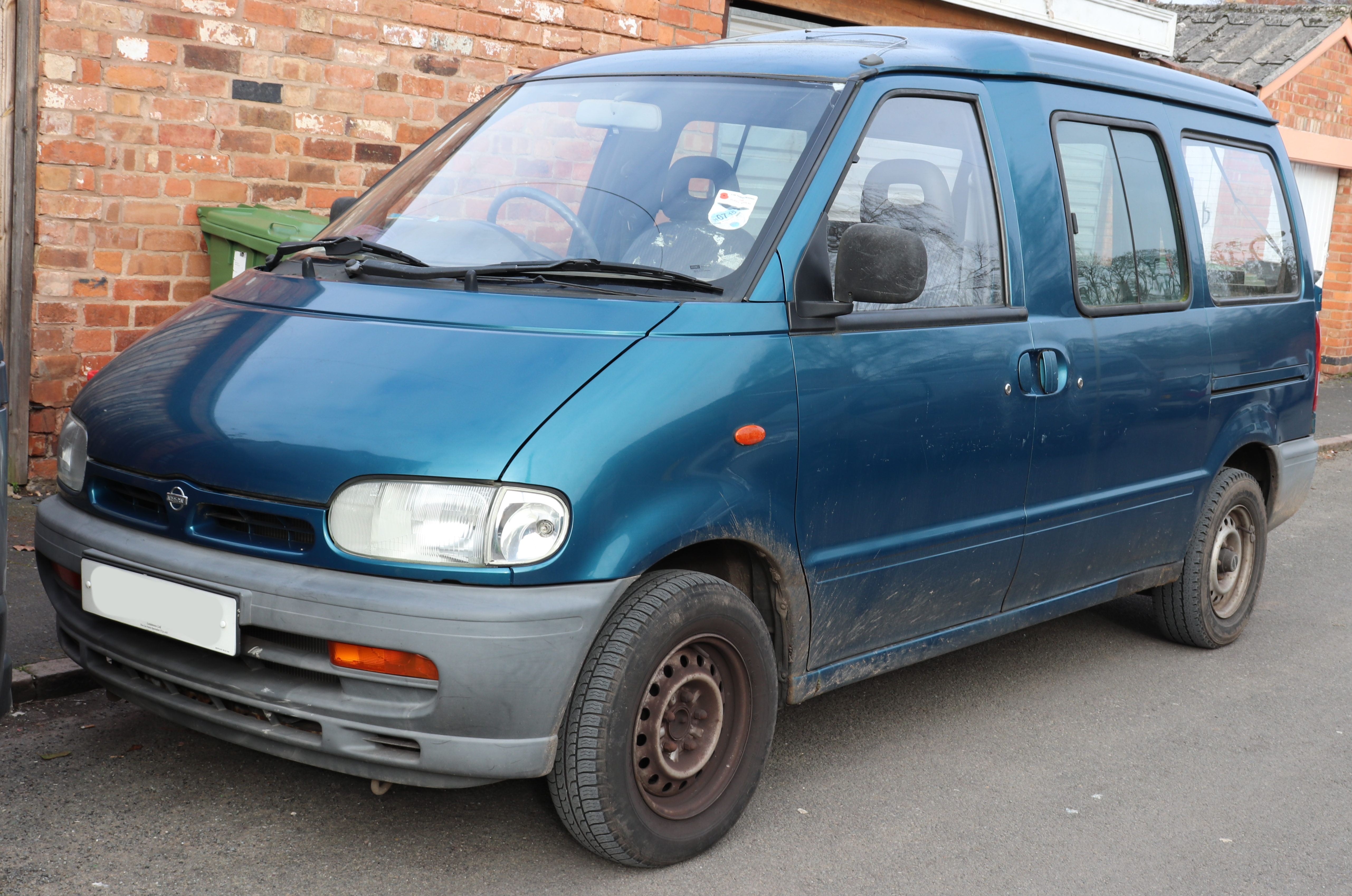
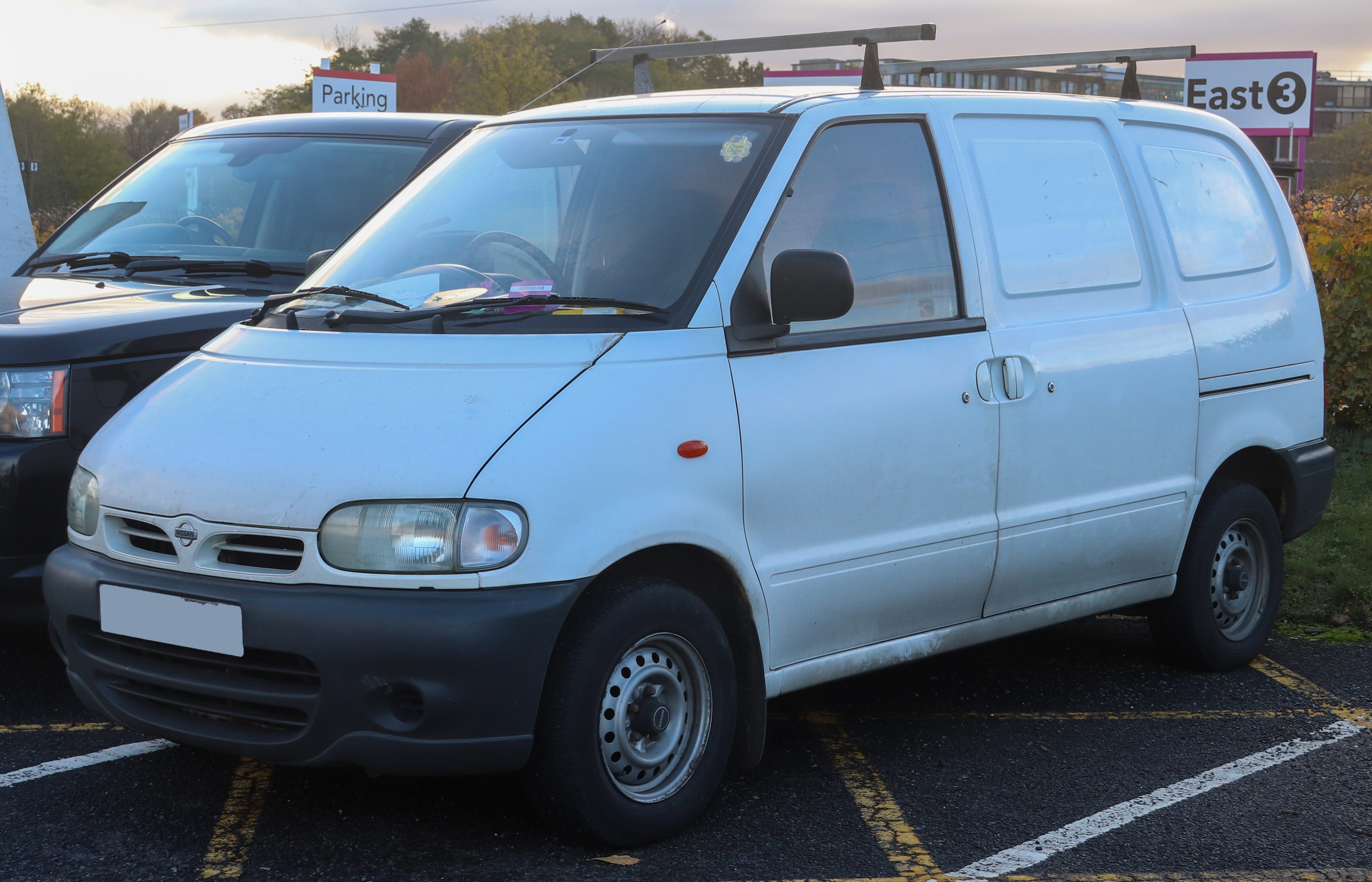
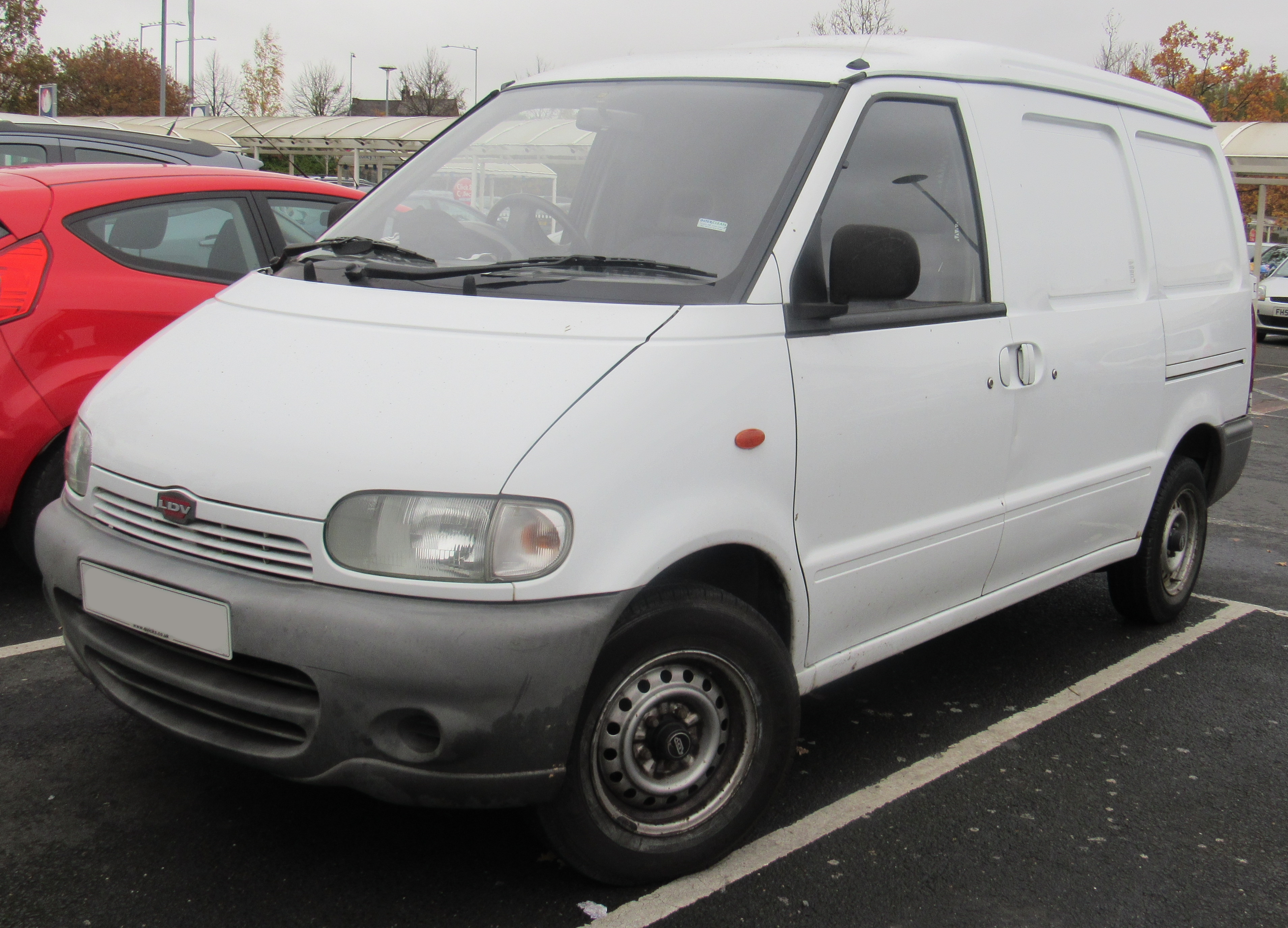